# Lysá nad Labem (stacja kolejowa)
Lysá nad Labem – stacja kolejowa w miejscowości Lysá nad Labem, w kraju środkowoczeskim, w Czechach. Jest ważnym węzłem kolejowym o znaczeniu regionalnym. Znajduje się na wysokości 185 m n.p.m.
Jest zarządzana przez Správę železnic. Na stacji znajdują się kasy biletowe, na których istnieje możliwość zakupu biletów na wszystkie pociągi w tym międzynarodowe oraz rezerwacji miejsc.

## Linie kolejowe
- 072 Lysá nad Labem - Ústí nad Labem západ
- 231 Praha - Lysá nad Labem - Kolín
- 232 Lysá nad Labem - Milovice